# 16 Психея
16 Психея — великий астероїд типу M, відкритий 17 березня 1852 року італійським астрономом Аннібалем де Гаспарісом. Астероїд отримав свою назву на честь грецької богині Психеї.
Число «16» в назві астероїда вказує на те, що Психея була шістнадцятим астероїдом, відкритим у Сонячній системі. Це найбільший астероїд типу M і один із дванадцяти найбільших астероїдів загалом. Середній діаметр астероїда становить близько 220 кілометрів, і астероїд містить приблизно один відсоток від усієї маси поясу астероїдів. Спочатку вважалося, що Психея є ядром протопланети, що могла б бути знищена в результаті зіткнень, але останні спостереження поставили під сумнів цю теорію.
НАСА планує дослідити Психею за допомогою однойменного космічного апарата. Це буде перша місія, яка направить штучний об'єкт до металевого астероїда. Космічний апарат був запущений 13 жовтня 2023 року, і очікується, що він прибуде до астероїда в 2029 році.

## Символ

Емблема місії НАСА Психея

Астрономи створили іконоподібні символи для перших п'ятнадцяти астероїдів, що були відкриті, як тип скороченої нотації, яка узгоджена з більш старими позначеннями для класичних планет. Психея отримала символ, як і деякі інші астероїди, відкриті після Психеї. Цей символ нагадує крило метелика, увінчане зорею ( або ), оскільки метелик був грецьким символом душі (слово «психея» у грецькій мові означає як «метелик», так і «душа»). Цей символ міг вплинути на дизайн офіційної емблеми для місії НАСА до астероїда Психея.
Іконки для астероїдів були скасовані через те, що з часом кількість відкритих астероїдів збільшувалась, і стало важко запам'ятовувати їхні індивідуальні емблеми. У 1851 році німецький астроном Йоганн Франц Енке запропонував простішу систему позначень — використання числового індексу в колі для кожного астероїда, що спрощувало їхнє позначення. Таким чином, астероїд 16 Психея став першим об'єктом, який отримав нову систему позначення, коли американський астроном Джеймс Фергюсон опублікував свої спостереження у 1852 році. Ця система позначення — просто цифра в колі (⑯) — швидко набрала популярності та стала стандартом для всіх астероїдів.

## Характеристики

### Розмір
Отримані раніше оцінки розміру астероїда Психея дали значення 253 км, що було визначено за допомогою інфрачервоних спостережень супутника IRAS. Це значення виявилося дещо завищеним (на 15 %) у порівнянні з сучасними оцінками. Однак пізніше з'ясувалося, що воно було точним для того кута огляду, під яким IRAS спостерігав Психею — тоді астероїд було видно з боку його полюса.
Більш точні дані про розміри Психеї були отримані завдяки спостереженням за затемненням зір астероїдом, коли він проходив перед ними. Такі події спостерігалися дев'ять разів, зокрема у 2004, 2010, 2014 і 2019 роках. Ці спостереження, у поєднанні з адаптивною оптикою та тривимірним моделюванням, дозволили уточнити його середній діаметр. Наразі найточніше значення становить 222±3 км.

### Маса та середня густина
Астероїд Психея має достатньо велику масу, щоб його гравітаційний вплив помітно змінював орбіти інших астероїдів. Це дозволяє астрономам визначати його масу, спостерігаючи за цими змінами. У різні періоди оцінки маси Психеї значно варіювалися — від 1,6 × 10¹⁹ кг до 6,7 × 10¹⁹ кг. Однак сучасні розрахунки поступово збігаються до значення (2.287±0.070)×10¹⁹ кг. Якщо припустити, що середній об'єм астероїда дорівнює (5,75 ± 0,19) × 10⁶ км³, то середня густина астероїда складає 3.977 ± 0.253 г/см³. Така густина значно вища, ніж у більшості малих тіл Сонячної системи, що може свідчити про високий вміст металів у його складі. Це є однією з основних причин наукового інтересу до Психеї, адже астероїд може являти собою залишки металевого ядра протопланети або особливий тип металевого астероїда, що утворився в унікальних умовах ранньої Сонячної системи.

### Форма та обертання
Перша тривимірна модель форми Психеї була створена на основі аналізу її змін яскравості (крива блиску). Згодом форма астероїда уточнювалася за допомогою додаткових методів: інверсії кривої блиску, адаптивної оптики, радіолокаційних спостережень та затемнень зір.
Щодо обертання, усі сучасні моделі свідчать, що вісь обертання астероїда спрямована приблизно в точку з екліптичними координатами (довгота, широта) λ = 35°, β = -8°, з похибкою ± 3°. Це означає, що вісь астероїда майже лежить у площині екліптики, а його нахил осі складає 98°, що робить його обертання майже перпендикулярним до типового обертання планет.

### Особливості поверхні
На поверхні Психеї виявлено багато цікавих утворень. Найбільш виразними є області з дефіцитом маси, де речовини менше, ніж очікувалося. Вони нагадують кратер Реясильвія на астероїді 4 Веста, що може свідчити про старі потужні зіткнення.
Окрім цих регіонів, на Психеї також присутні великі кратери. Спостереження за допомогою адаптивної оптики під назвою Дуже великий телескоп виявили два кратери діаметром близько 90 км, які отримали попередні назви Мерое (англ. Meroe) та Пантія (англ. Panthia) — на честь сестер-чарівниць із римського роману Метаморфози Апулея. Додатково, радіоспостереження за допомогою обсерваторії Аресібо вказали на можливу присутність ще кількох кратерів у різних частинах астероїда: Дельта (англ. Delta) — біля південного полюса, Ерос (англ. Eros) — на південних середніх широтах та Фокстрот (англ. Foxtrot) — поблизу північного полюса.
Ранні дослідження кривих блиску Психеї показали значні відмінності у яскравості поверхні. Це стало ще більш очевидним, коли вчені спробували побудувати тривимірні моделі форми астероїда, аналізуючи зміну його блиску під час обертання. Останні моделі, створені методом інверсії кривих блиску, також враховують варіації альбедо — здатності поверхні відбивати світло. Ці моделі показують, що на Психеї є ділянки, які відбивають світло значно сильніше або слабше, ніж середнє значення. Наприклад: Кратер Мерое збігається з дуже темною ділянкою поверхні, що може свідчити про наявність темних матеріалів або вищий вміст металів у цьому регіоні, кратер Пантія, навпаки, розташований у значно яскравішій області, що може вказувати на інший склад поверхневого матеріалу або на наявність металічних елементів або інших світлих мінералів.
Радіолокаційні спостереження, проведені на телескопі Аресібо, показали, що середнє альбедо Психеї {\displaystyle {\hat {\sigma }}_{OC}=0,26}, що є типовим для астероїдів M-типу, таких як 21 Лютеція. Це значення вказує на наявність силікатної ділянки на астероїді, збагаченої металевими речовинами, що характерно для цього типу астероїдів. Проте у трьох окремих точках поверхні Психеї альбедо виявилося майже вдвічі більшим за середнє значення, що свідчить про високі концентрації металевих речовин у цих ділянках.

### Склад

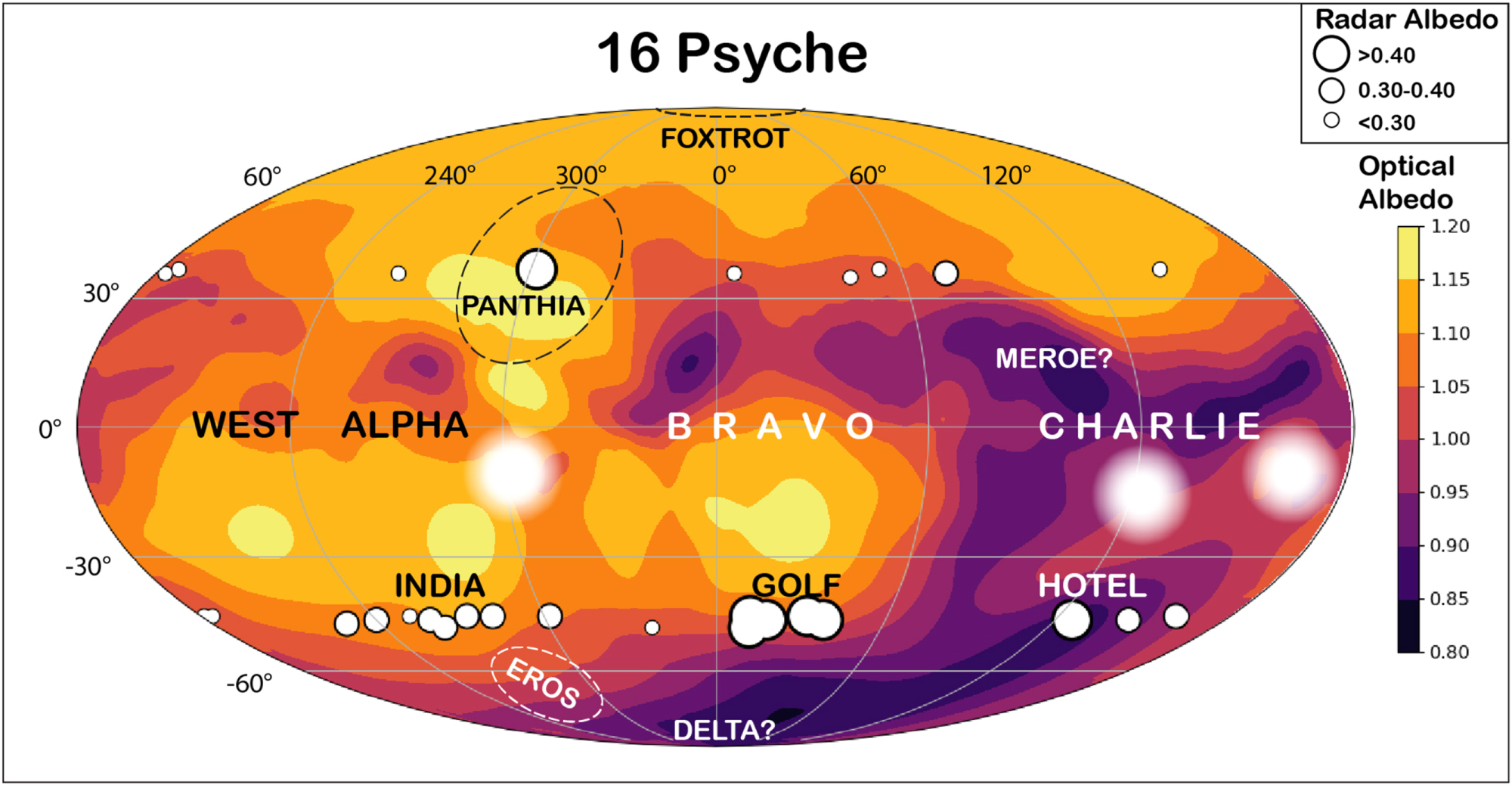
Оптична карта альбедо астероїда 16 Психея з накладеними радіолокаційними вимірюваннями альбедо (кружечки).

Середня щільність Психеї становить 3,9 ± 0,3 г/см³. Це дає певне уявлення про її склад. Для порівняння, залізо-нікелеві метеорити, які складаються в основному з металів, мають значно більшу щільність — близько 7,9 г/см³. Якщо Психея справді була залишковим ядром раннього планетезималя, то її пористість, тобто відсоток порожнього простору всередині, мала б бути близько 50 %. Однак це малоймовірно, оскільки з такою щільністю це значення виглядає занадто високим для астероїда такого розміру. Замість цього, астрономи припускають, що Психея може бути схожа на інші типи метеоритів, багаті металами, такі як енстатитні хондрити або мезосидерити. Ці метеорити мають схожу щільність і склад, тому вони виглядають більш реалістичними аналогами для Психеї. Вивчення цих метеоритів дає важливі підказки щодо того, з чого може складатися Психея, і чому її щільність не така велика, як у металевих метеоритів, але все одно досить високою для астероїда.
Кілька спостерігачів зафіксували на поверхні Психеї ознаки присутності силікатних мінералів. Спектри, отримані в жовтні 2016 року за допомогою інфрачервоного телескопа НАСА на обсерваторії Мауна-Кеа, показали наявність гідроксильних іонів на астероїді, що може означати існування гідратованих силікатів — мінералів, що містять воду. Це цікаве відкриття, оскільки вважається, що Психея утворилася в сухих умовах, без наявності води. Тому, ймовірно, гідроксильні іони потрапили на Психею в результаті ударів з боку менших вуглецевих астероїдів у минулому, такі удари могли змінити її склад.

### Походження

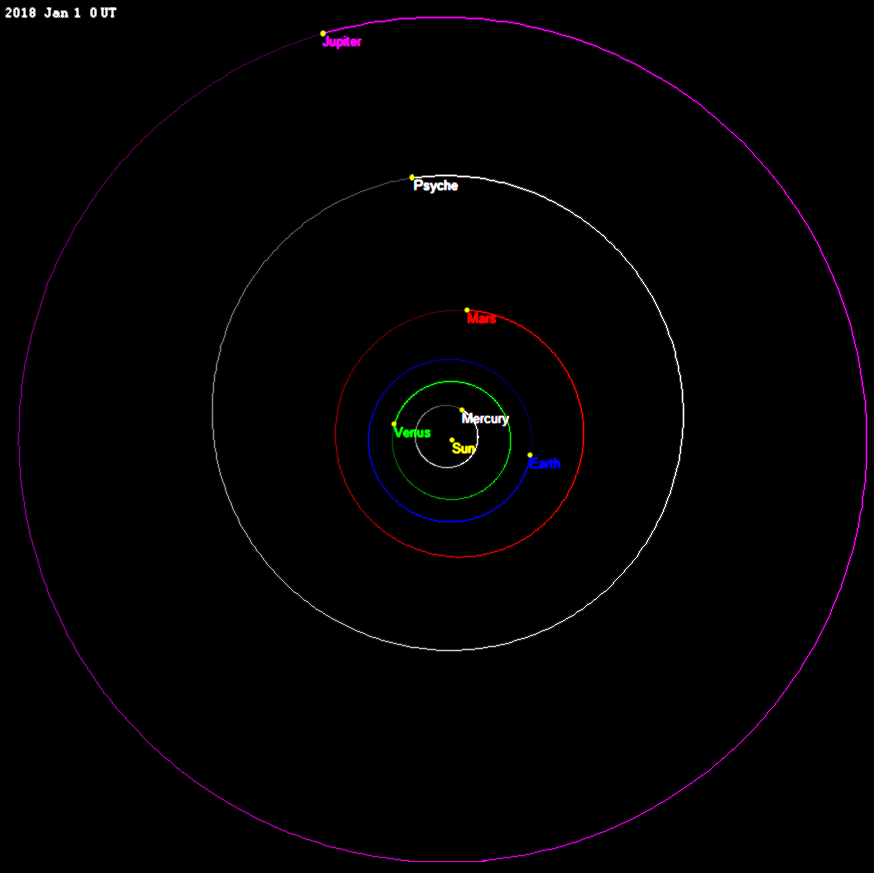
Орбіта Психеї, між Марсом і Юпітером, з ексцентриситетом 0,140

Існує кілька теорій щодо того, як виникла Психея. Одна з перших гіпотез припускає, що Психея — це залишки металевого ядра, яке виникло після великого зіткнення, що зруйнувало зовнішні шари її початкового тіла, залишивши тільки металеву частину. Це тіло могло бути значно більшим за саму Психею, а його діаметр становив близько 500 км. Інша версія пропонує, що Психея не є результатом одного великого зіткнення, а скоріше є результатом кількох (більше трьох) повільних зіткнень з іншими космічними об'єктами, які могли бути навіть більшими за саму Психею. Проте ця теорія втрачає популярність, оскільки нові дані про масу і щільність Психеї не відповідають тому, що можна було б очікувати від залишку ядра великого тіла. Зараз астрономи все частіше сумніваються, що Психея є залишковим ядром після руйнівного зіткнення, і шукають інші можливі теорії її утворення.
Друга гіпотеза передбачає, що Психея була зруйнована в результаті зіткнення, а потім знову зібрана акреційним процесом, утворюючи суміш металу та силікатів. У такому випадку Психея могла б бути маеринським тілом для мезосидерітів — метеоритів, які складаються з металу та каменю.
Третя гіпотеза припускає, що Психея — це диференційований об'єкт, подібно до 1 Церери та 4 Вести. Якщо це так, то модель передбачає, що метал буде збагачений лише в певних регіонах, де знаходяться вулканічні центри, що могли залишитись від того часу. Цю теорію підтверджують останні дані, отримані завдяки радарним спостереженням.

## Місія до 16 Психея

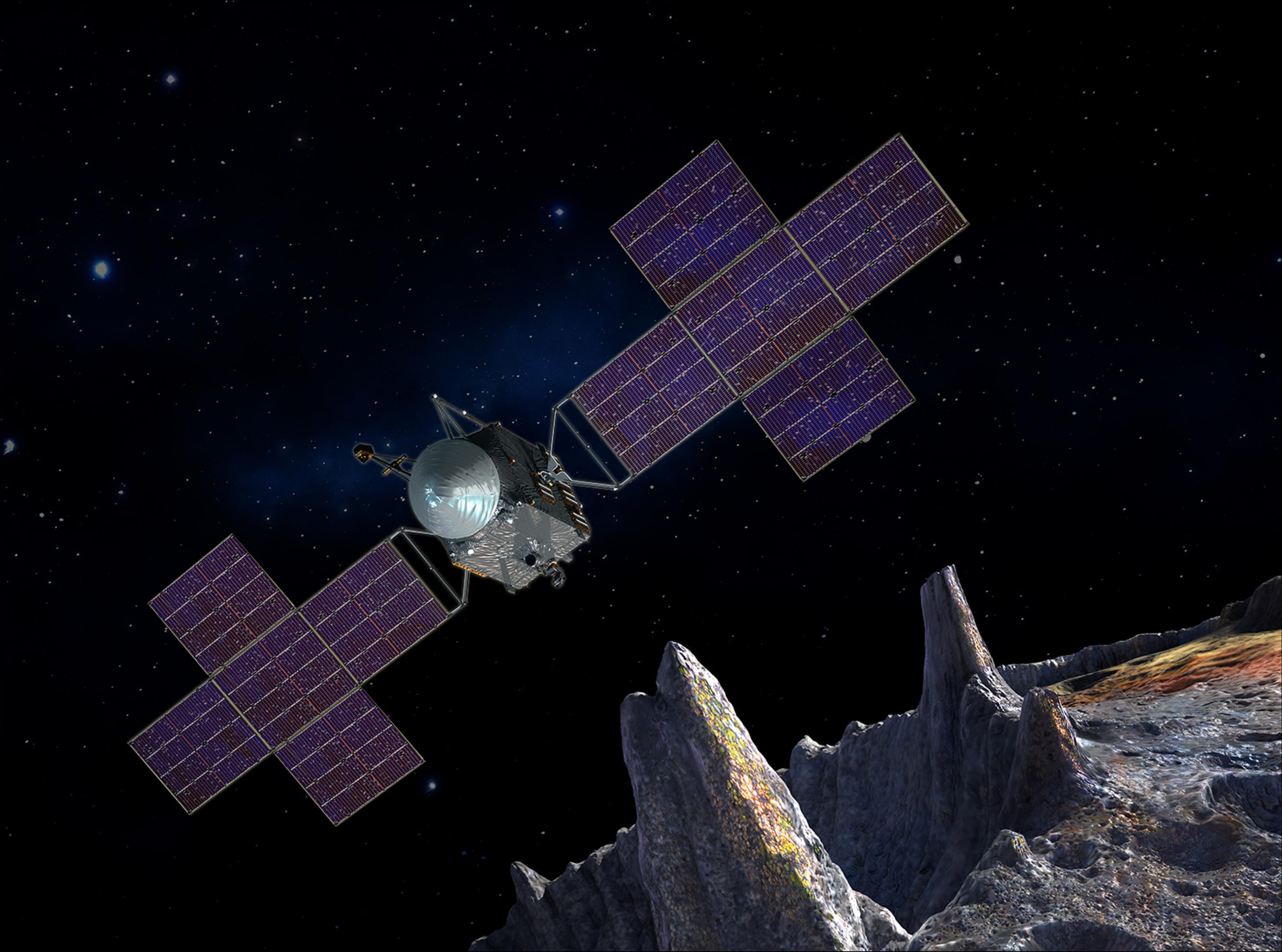
Художнє зображення космічного апарата на орбіті 16 Психея

2014 року група вчених із університету Аризони розробляла космічний апарат для відправлення до 16 Психеї. 2015 року проєкт вийшов у півфінал конкурсу «Discovery Program». НАСА схвалила його у січні 2017 року і почала планувати роботизовану місію дослідження та подальшої переробки астероїда. 28 лютого 2020 року SpaceX обрали для запуску її ракетою Falcon Heavy апарата «Психея». Компанія отримає за це $117 млн.
Космічний апарат «Psyche» планувалося запустити в серпні 2022 року, а його прибуття до астроїда очікувалося в 2026 році. Однак проблеми з програмним забезпеченням і проблеми з розробкою місії змусили змінити вікно його запуску на більш пізній термін.
Остаточно, згідно повідомлення НАСА, початок космічної місії до 16 Психеї призначено на 5 жовтня 2023 року.
Запуск космічного апарата «Psyche» відбувся 13 жовтня 2023 року, о 17:19 (за київським часом) на ракеті компанії SpaceX Falcon Heavy з космодрому космічного центру імені Кеннеді у Флориді (США). Політ «Psyche» до астероїда 16 Психеї триватиме 6 років, космічний апарат має наблизитися до нього у серпні 2029 року, мінімальна відстань між ними становитиме 75 км.

## Оцінювана вартість
Космічний корабель відправляється на місію для дослідження астероїда, який може мати вартість у 75 000 разів більшу, ніж вся світова економіка. Ядро астероїда складається із заліза, нікелю та золота. Оцінена вартість цих металів на астероїді може досягати суми — 10 000 квадрильйонів доларів. Для порівняння, світова економіка в 2019 році була оцінена в 133 трильйони доларів за даними Світового банку, що означає, що Психея в 75 188 разів дорожча за всю світову економіку.